# 壓力管理
壓力管理（英語：Stress management）是減輕身心壓力的方法和應對策略的統稱。當人們的復原力和自我修復能力由於內部和外部壓力，而不足以維持表現或身心健康時，壓力管理方法可能會有所幫助。壓力管理是為了增進日常生活功能，使用不同技巧或進行心理治療來控制一個人的壓力水準，尤其針對慢性壓力的處理。在許多實用的壓力管理技術中，有些由衛生專業人員施作，有些藉由自行操作來幫助減輕壓力，提高人生掌控感與促進整體健康。
應對策略涉及資源的保護和促進，以及壓力的心智、情緒和身體方面的管理。心理學家 Gert Kaluza 將應對策略分為三組：工具性壓力管理（影響壓力源）、心智壓力管理（改變加劇壓力的想法）、姑息—再生（英語：palliative-regenerative，姑息意指緩解疼痛，但不處理狀態起因）壓力管理（影響壓力反應）。
壓力管理有幾個步驟：
- 分析壓力來源
- 將禁忌自心理壓力中移除
- 提升個人應對技巧[2]

壓力管理策略由心理學家、心理治療師等相關領域專業從業者傳授。除了身體活動和健康飲食外，通常還建議使用放鬆技巧和正念練習以及時間管理來進行自助。
根據個人狀況的不同，壓力會產生許多身體和心理症狀，包括身體不適以及憂鬱症。壓力管理是現代社會成功和幸福的一項關鍵所在。縱使生命中有許多難以處理的課題，壓力管理可以提供多種治療焦慮和維持個人健全的方法。儘管壓力常被認為是主觀經驗，使用各種生理儀器可以很容易地測量壓力水準，例如測謊機中使用的那些工具。因為目前相關研究仍有限，評估各種壓力管理技術的有效性是相當困難的。因此，不同技術的證據數量和品質差別很大。有些被認可為專業心理治療的有效方法，而其他證據較少者則被認為是替代療法。這些技術有著不同壓力控制機轉的解釋模型，未來仍需要有更多的研究以便清楚了解哪些機轉為真並在實作中可行。許多專業組織從事促進和培訓這些療法的運用。

## 歷史基礎
美國心理學家沃爾特·迦農和加拿大心理學家漢斯·塞利使用動物實驗建立了最早的壓力研究科學基礎。他們測量動物對外部壓力（如熱、冷、持續約束和外科手術）的生理反應，然後從這些研究中推導出人類的狀態
。
理查德·拉赫以及其他人對人類壓力的後續研究確立了壓力是由不同且可測量的壓力因子所引起的，可以透過所產生的壓力程度中位數值來排列這些生命壓力因子（隨後發明了何慕斯與拉赫壓力量表）。因此，傳統上壓力被形塑為超出當事者控制的外部干擾結果。然而，最近研究認為外部環境沒有任何能力產生壓力，而是由個人看法、能力和理解不同所產生的結果。

## 模型
推得的模型有下列五種：
- 沃爾特·迦農提出的「緊急反應／戰鬥或逃跑反應」
- 漢斯·塞利提出的「一般適應綜合症」
- 「亨利壓力模型」
- 砬撒稑提出的「壓力交流（或認知）模型」／拉撒路壓力模型[6]
- 斯蒂文·哈孚提出的「資源保存理論」

### 壓力交流模型
理查德·砬撒稑和蘇珊·福克曼在1981年提出，壓力可被看作是由於「需求與資源之間的不平衡」或「壓力超過人們自覺的應對能力」所產生的結果。壓力管理的前提與發展建立在壓力不是人對壓力因子的直接反應，而是擁有的處理資源和應對能力，且這些資源能力是可以改變的，從而使得壓力可以控制。
在雇員提到的許多壓力之中，下列是最常見的：
- 公司內的衝突
- 老闆／主管或公司對待員工的方式
- 缺乏工作保障
- 公司政策
- 同事沒有公平分擔勞務
- 期望不明
- 沒有足夠的分配控制權
- 薪酬或福利不足
- 緊急期限
- 太多工作
- 長工時
- 身體不適
- 關係不佳
- 同事粗心犯錯
- 處理粗魯的客戶
- 缺乏合作
- 公司如何對待同事[7]

砬撒稑的壓力交流模型

為了制訂有效的壓力管理計劃，首先要確定壓力控制的核心影響因素，並針對這些因素擬定有效介入方法。砬撒稑和福克曼對壓力的解釋主要集中在人與外部環境之間的互動交流（因此被稱為交流模型），並認為如果人不將壓力因子視為威脅而是正向或具有挑戰性的，壓力因子就不會是個壓力。此外，如果人擁有或能使用合適的應付技巧，那麼壓力可能不會出現或發展。該模式主張，可以教導人們來管理自己的壓力並妥善應對壓力。他們能學習去改變自己對壓力的觀點，並擁有改善生活和處理壓力的能力和信心。

### 健康實現／天生健康模型
健康實現／天生健康模型也建立在壓力不一定隨潛在壓力因子而存在的觀念上。然而，相較於應對能力的自我評估（如交流模型），健康實現模型強調個人思維會決定對壓力環境的反應。這種模型認為，透過消極無安全感的心理過濾機制來評估自己與環境才會產生壓力，而以「安靜的心智」接觸世界能產生幸福健全感。
這個模式提出，幫助有壓力的人理解思想本質會減輕他們的壓力，特別是透過使他們有能力分辨何時受到無安全感思維的束縛，學會放下它，以及獲得正向自然的感覺。

## 技術
高要求水準會使人需要額外的工作和努力。新的時間表應運而生，直到異常高的要求過去前，原有時間表的正常頻率和工時都受到限制。許多技巧可以應付生活帶來的這類壓力，壓力管理技術將根據不同模型而有所不同。以下的方法可以暫時降低輕微壓力：
- 自律訓練（英语：Autogenic training）
- 社会关系
- 認知療法
- 衝突處理（英语：Conflict resolution）
- 按摩
- 興趣
- 冥想
- 正念療法
- 音樂療法（英语：Music as a coping strategy）
- 深呼吸（英语：Deep breathing）
- 瑜珈（英语：Yoga Nidra）
- 益智药
- 讀小說
- 祷告
- 放鬆技巧（英语：Relaxation technique）
- 創造力
- 幽默
- 體能鍛煉
- 漸進放鬆（英语：Progressive relaxation）
- Spa
- 身心訓練
- 到大自然中（英语：Attention Restoration Theory）
- 壓力球
- 自然醫學
- 替代医学
- 时间管理
- 計畫與做決策
- 聽放鬆音樂[12][13]
- 與寵物相處

### 壓力預防和復原力
雖然傳統上有許多技術可以處理壓力產生的結果，但也有大量研究探討壓力該如何預防，這是與建置心理復原力密切相關的主題。不少壓力預防和復原力建置的自助方法已經出現，其依照認知行為治療的理論和實踐模式進行。

### 壓力測量
壓力水準是可以測量的，其中一種方法是使用心理量表：何慕斯與拉赫壓力量表用於評估生活壓力事件，憂鬱焦慮壓力測量表是包含自我評估項目的壓力量表。還可以用血壓和皮膚電流活動的變化來測量壓力水準及改變。數位溫度計可用於評估皮膚溫度的變化，這可以顯示因戰鬥或逃跑反應而驅使血液從四肢流向中央的狀況。皮質醇是在壓力反應期間釋放的主要激素，從頭髮測量皮質醇可顯示個體在60至90天內的基礎壓力水準。這種測量壓力的方法是目前診所最流行的方法。

### 效果
壓力管理有助於生理和免疫系統。使用以下非藥物的組合可觀察到有效結果：
- 憤怒或敵意的治療處理
- 自律訓練
- 會談治療（針對關係或存在問題）
- 生物回饋
- 焦慮或臨床憂鬱症的認知治療

## 壓力類型

### 急性壓力
急性壓力是全世界人類最常見的壓力形式。起因於短期內事務或剛發生的事情，這種壓力往往被誤解為消極內涵，但在某些情況下，生活中急劇的壓力也是件好事。跑步或其他形式的運動是一種急性壓力因子，令人興奮或愉快的經歷，如乘坐雲霄飛車，也是一種急性壓力，但通常是非常享受的。急性壓力是短期的，因此沒有足夠的時間來造成如長期壓力導致的傷害。

### 慢性壓力
慢性壓力與急性壓力不同，如果持續很長時間，慢性壓力對身體會造成嚴重的危害。慢性壓力可導致記憶喪失、空間識別能力減損，與進食慾望減少。嚴重程度因人而異，性別也可能是潛在差異原因。女性常能承受比男性更長時間的壓力，而不會出現相同的適應不良現象。男性比女性更能處理短期壓力，一旦達到特定閾值，他們出現心理問題的機會就會急劇增加。

## 工作場所
工作場合的壓力舉世皆然，管理這種壓力對於保持工作績效以及維繫與同事和雇主的關係相當重要。改善工作環境會減輕某些人的工作壓力，例如降低員工之間的競爭可以降低壓力。然而，每個人都是不同的，有些人喜歡壓力來促進工作表現。工資是某些員工關切的議題，工資可以影響人們的工作方式，因為目標是獲得升職來提高薪水，容易導致慢性壓力。
為了管理工作場所的壓力，雇主可以提供壓力管理方案， 如醫療措施、溝通管道與更靈活的工作進度。